# 板橋恵
板橋 恵（いたばし めぐみ、現姓：今野、1973年6月7日 - ）は、日本の元女子バレーボール選手。

## 来歴
宮城県黒川郡大和町出身。小学校3年生からバレーボールを始める。古川商業高校1年生からセッターに転向。2年生時にインターハイ優勝。東北福祉大学では1年生時にインカレ準優勝を経験した。
1996年日立佐和リヴァーレに入団。1998年全日本代表チームに初選出。1999年ワールドカップでは正セッターを務め、同大会で6位となった。2002年に一度現役を引退するが、2003年に現役復帰し、第11回Vリーグでサーブ賞を受賞、第55回黒鷲旗大会で準優勝へ導く。
2005年、5年ぶりとなる全日本復帰を果たした。同年のワールドグランプリ、ワールドグランドチャンピオンズカップに出場した。2007年のアジア選手権で24年ぶりの優勝を経験した。
2009年5月、日立佐和リヴァーレを退団し、同年9月パイオニアレッドウィングスに移籍した。
2010/11シーズン、Vリーグ通算230試合出場を達成し、Vリーグ栄誉賞を受賞した。Vリーグ女子の大卒選手では初の受賞となる快挙であった。
2011年6月にパイオニアを退部し、同年11月に仙台ベルフィーユにコーチ兼選手として移籍した。同月、体調不良で総監督に退いた米田一典にかわり、選手兼任で監督に就任した。
2012年4月、仙台ベルフィーユ監督を退任し、同チームを退団。その後、結婚し、2人の娘がいる。
2024年、リガーレ仙台のチームアドバイザーに就任した。

## エピソード
東北福祉大学時代は主将としてチームを牽引した。或る日、監督の佐藤伊知子から「あなたは正セッターには使わない」と言われ、練習でも士気を失いかけたことがある。それを選手や監督から見透かされ「第2セッターに甘んじるのではなく、あくまでも自分が正セッターを取るぐらいの士気で臨まなければ、チームは進歩しない」と悟り、以後猛練習に励むようになり、監督からも全幅の信頼を得て正セッターの座を奪還した。

## 所属チーム
- 落合小
- 落合中
- 古川商業高等学校（現・古川学園高等学校）
- 東北福祉大学
- 日立佐和リヴァーレ（1996-2002年、2003-2009年）
- パイオニアレッドウィングス（2009-2011年）
- 仙台ベルフィーユ（2011-2012年）

## 球歴
- 全日本代表 - 1998-2000年 2005-2007年
- 全日本代表としての主な国際大会出場歴
  - ワールドカップ - 1999年
  - バレーボール・ワールドグランドチャンピオンズカップ（グラチャン） - 2005年
  - ワールドグランプリ - 1999年、2000年、2005年、2006年、2007年
  - アジア選手権 - 1999年、2005年、2007年

## 受賞歴
- 2001年 - 第3回V1リーグ 最優秀選手賞
- 2004年 - 第53回黒鷲旗全日本バレーボール選手権大会 ベスト6賞
- 2005年 - 第11回Vリーグ サーブ賞
- 2006年 - 第55回黒鷲旗全日本バレーボール選手権大会 ベスト6賞
- 2008年 - 2007/08 V・プレミアリーグ サーブ賞
- 2011年 - 2010/11 V・プレミアリーグ Vリーグ栄誉賞（通算230試合出場）